# مايك أكلاند
مايك أكلاند (بالإنجليزية: Mike Acland)‏ هو لاعب كرة قدم بريطاني في مركز جناح ‏، ولد في 4 يونيو 1935 في Sidcup ‏ في المملكة المتحدة. لعب مع ساتون يونايتد ونادي بروملي ونادي دارتفورد ونادي غيلينغهام.